# Gustave Dugazon
Gustave Dugazon, pseudonimo di Alexandre Louis Gustave Gourgaud (Parigi, 1º febbraio 1781 – Parigi, 12 settembre 1829), è stato un compositore francese.

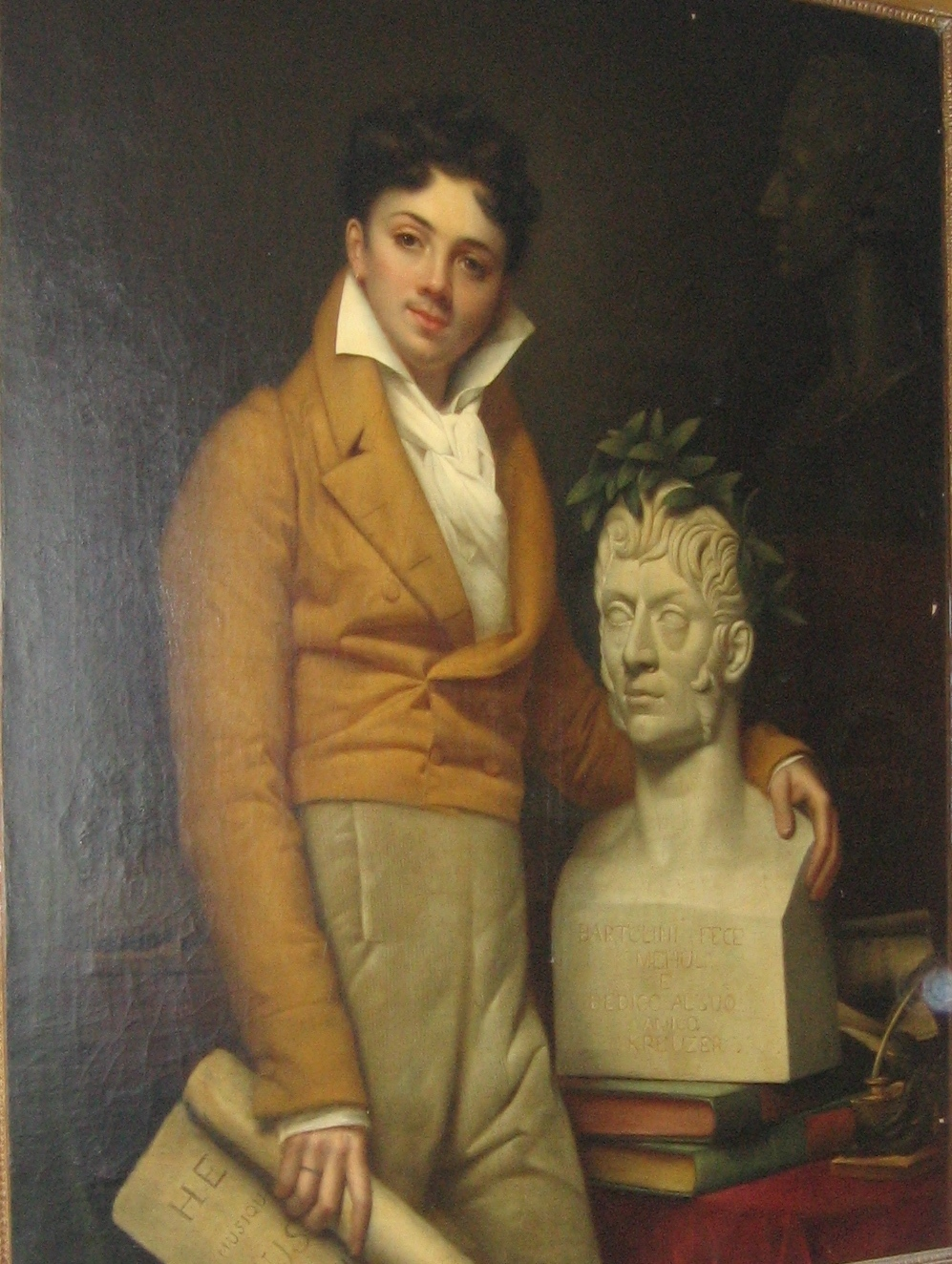
Ritratto di Gustave Dugazon (1806). Artista sconosciuto, collezione privata.

Contemporaneo di Boieldieu, Méhul e Kreutzer, era figlio dell'attore Jean-Henri Gourgaud (1746–1809), detto Dugazon, e della cantante Louise Rosalie Lefebvre (1755–1821), famosa come Madame Dugazon. Era quindi fratello di Françoise-Rose Gourgaud, attrice della Comédie-Française nota come Madame Vestris, e anche primo cugino del barone Gaspard Gourgaud.

## Biografia

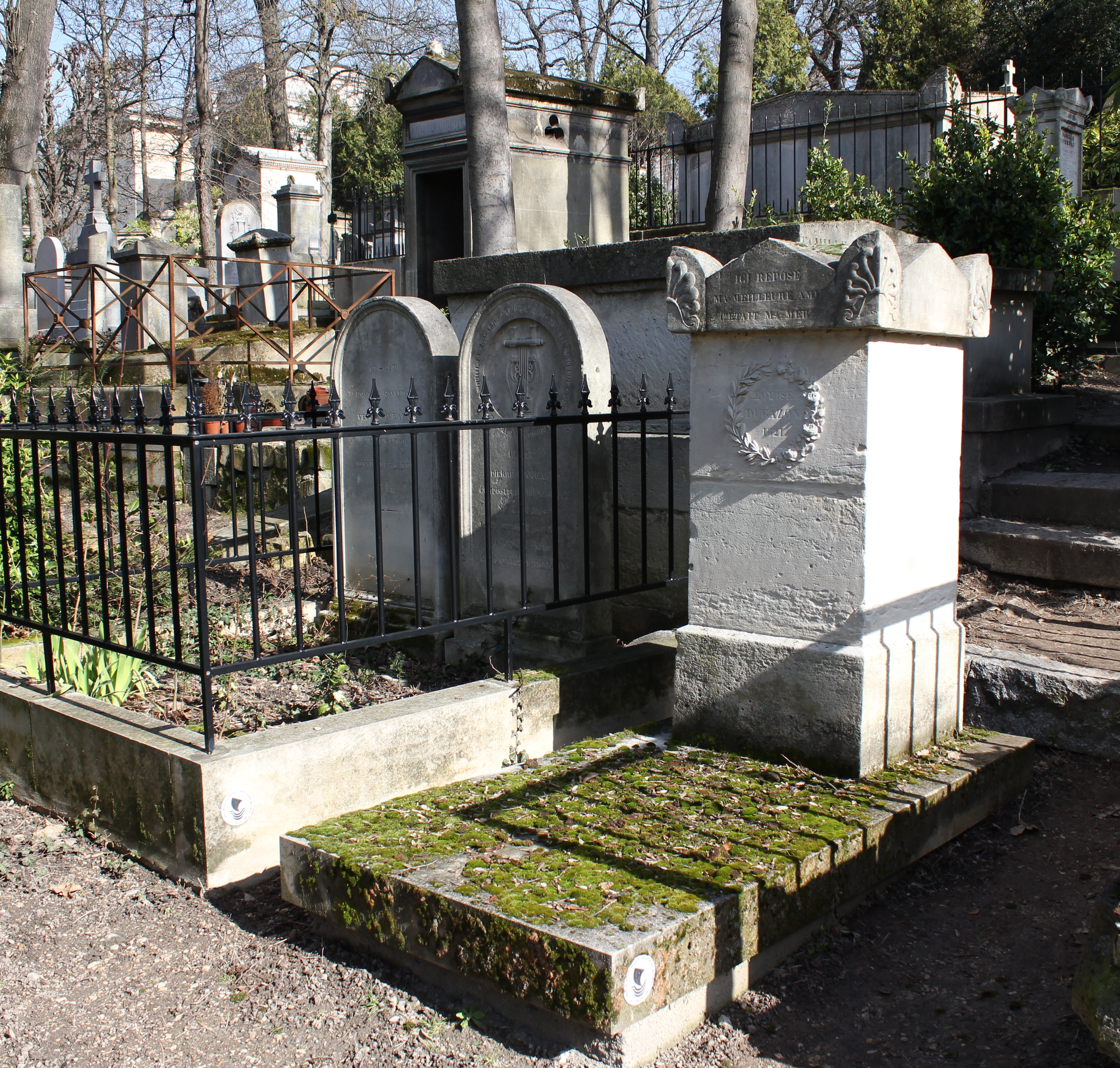
Tomba di famiglia al cimitero di Père-Lachaise.

Dotato nello studio della musica, entrò al Conservatoire de Paris nella classe di armonia di Berton e studiò composizione con Gossec.
Nel 1806, vinse il Grand Prix de Rome con la cantata Hero, composta su testo di Saint-Victor. Svolse poi la carriera a Parigi come compositore e insegnante di pianoforte.
Alla sua morte venne tumulato al cimitero di Père-Lachaise.

## Opere
La sua prima opera, Noemie, fu un balletto eseguito al Théâtre de la Porte Saint-Martin. Seguì un'opera in tre atti, Marguerite de Waldemar (Théâtre Feydeau, 1812), quindi un'altra opera in un atto, La Noce écossaise, nel 1814. Compose Le Chevalier d'industrie nel 1818, in collaborazione con Louis-Barthélémy Pradher, che era un insegnante di pianoforte al Conservatoire de Paris.
I suoi balletti, Les Fiancés de Caserte (1817), Alfred le Grand (1822) e Aline (1823), ebbero grande successo.
Le sue melodie, romanze, fantasie e altri pezzi vennero apprezzati dal pubblico in un momento in cui questi generi erano di moda. La sua musica è stata adattata per chitarra da Antoine Meissonnier (1783-1857).
- Héros, cantata, 1806
- Noémie, balletto
- Marguerite de Waldemar, opera in un atto, 1812
- Noce écossaise, opera, 1814
- Les Fiancés de Caserte, balletto, 1817
- Chevalier d'industrie, opera, 1818
- Alfred le Grand, balletto, 1822
- Aline, balletto, 1823